# Státní svátky Andorry
Toto je seznam státních svátků v Andoře.
| Datum        | Český název                                      | Místní název             |
| ------------ | ------------------------------------------------ | ------------------------ |
| 1. ledna     | Nový rok                                         | Any nou                  |
| 14. března   | Den ústavy                                       | Dia de la Constitució    |
| 8. září      | Národní svátek (svátek Panny Marie Meritxellské) | Mare de Déu de Meritxell |
| 25. prosince | Vánoce                                           | Nadal                    |